# GW170104
GW170104 fue una señal de onda gravitatoria detectada por el observatorio LIGO el 4 de enero de 2017. El 1 de junio de 2017, las colaboraciones de LIGO y Virgo anunciaron que habían verificado de forma fiable la señal, convirtiéndola en la tercera señal después de GW150914 y GW151226.

## Detección del evento
La señal fue detectada por LIGO a las 10:11: 58,6 UTC, con el detector Hanford recogiéndolo 3 milisegundos antes que el detector Livingston.

## Origen Astrofísico
El análisis indicó que la señal resultó del inspiral y la fusión de un par de agujeros negros con 31,2 + 8.4
-6,0 y 19,4 + 5,3
-5,9  veces la masa del Sol, a una distancia de 880 + 450
-390 megaparsecs (2.9 mil millones de años luz) de la Tierra. El agujero negro resultante tenía una masa de 48,7 + 5,7
-4.6 masas solares, irradiando dos masas solares.